# Pardoși (gmina)
Pardoși – gmina w Rumunii, w okręgu Buzău. Obejmuje miejscowości Pardoși, Chiperu, Costomiru, Valea lui Lalu i Valea Șchiopului. W 2011 roku liczyła 453 mieszkańców.